# ワールドシリーズ・バイ・ニッサン

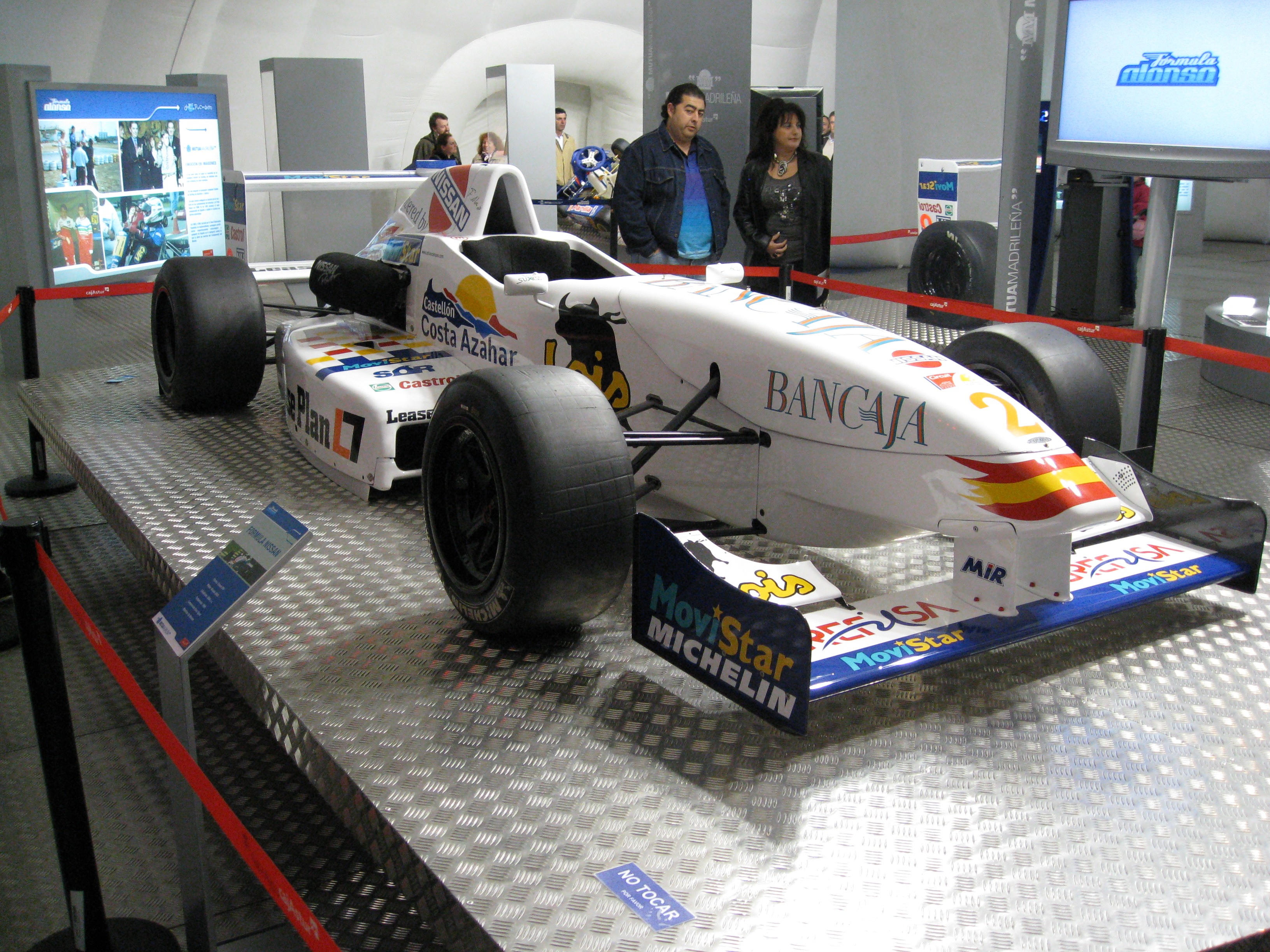
コローニ・CN1/98

ワールドシリーズ・バイ・ニッサン（World Series by Nissan）は、かつて開催された自動車レースの1カテゴリー。フォーミュラカー（オープンホイール）を使用した四輪レースであり、1998年に初開催され、2004年までスペインにおけるトップフォーミュラレースとして運営されていた。
初年度はオープン・フォルトゥナ・バイ・ニッサン（Open Fortuna by Nissan）という名で開催されたが、その後はシリーズ名称が1、2年おきに変更された。そのため、同じ年の選手権についてもメディア媒体によって異なる名称が用いられたり、名称の混同が発生したりということが頻繁にある。2001年までの選手権はスペイン本国での通称にならってフォーミュラ・ニッサン（Fórmula Nissan）と総称される。2002年以降の選手権については、ニッサン・ワールドシリーズ（Nissan World Series）の名で呼ばれることも多い。
2005年から「ワールドシリーズ・バイ・ルノー」で開催される「フォーミュラ・ルノー3.5」に移行された。

## 概要
当初スペインの国内レースとして開催され、2002年以降は数カ国転戦を果たして国際化が進められ、ヨーロッパを股にかけたシリーズへと発展したトップフォーミュラレースである。
創設されてからしばらくはおよそ250馬力を発生する、排気量2000ccの日産・SR20と、F1参戦経験のあるコンストラクター、コローニ製のシャシーを使用しており、F3とF3000の中間カテゴリーといった存在であったが、2002年シーズンよりおよそ410馬力を発生する、排気量3000ccの日産・VQ30DEとダラーラ製のシャシーの組み合わせに改められ、よりF3000に近いカテゴリーとなった。また従来の車両によるレースは「フォーミュラ・ニッサン2000」という名称に変更。「テレフォニカ・ワールドシリーズ・バイ・ニッサン」の下のカテゴリーとして生まれ変わった。タイヤはミシュランが供給し、各ドライバーはいずれも同一の車体・エンジン・タイヤを用いるワンメイクのレースであった。

### 出場したドライバーたち
マルク・ジェネ、フェルナンド・アロンソ、ヘイキ・コバライネンといった後のF1ドライバーを輩出したカテゴリとして知られる。
2002年シーズンにはF1経験のあるリカルド・ゾンタがチャンピオンを獲得するなど参戦ドライバーも多様化し、参戦コストも格安（エンジンなどはフォーミュラ・ニッポンの1/10程度と言われていた）など、独自の個性を持つことに成功したカテゴリーである。
F3000クラスのレースではもっともF1からの注目度が高かった。F3のトップや元F1ドライバーも参戦し激戦であり、ステップアップのための国際F3000や、国内ドライバー育成のためのフォーミュラ・ニッポンといった、他のF3000クラスのカテゴリーよりもドライバーの交流が盛んであった。

## 選手権名称と歴代チャンピオン
| 年     | 選手権名称                                                                | チャンピオン                          |
| ------ | ------------------------------------------------------------------------- | ------------------------------------- |
| 1998年 | オープン・フォルトゥナ・バイ・ニッサン Open Fortuna by Nissan             | マルク・ジェネ                        |
| 1999年 | ユーロ・オープン・モビスター・バイ・ニッサン Euro Open MoviStar by Nissan | フェルナンド・アロンソ                |
| 2000年 | オープン・テレフォニカ・バイ・ニッサン Open Telefonica by Nissan          | アントニオ・ガルシア (Antonio Garcia) |
| 2001年 | オープン・テレフォニカ・バイ・ニッサン Open Telefonica by Nissan          | フランク・モンタニー                  |
| 2002年 | テレフォニカ・ワールドシリーズ Telefonica World Series                    | リカルド・ゾンタ                      |
| 2003年 | スーパーファンド・ワールドシリーズ Superfund Word Series                  | フランク・モンタニー                  |
| 2004年 | ワールドシリーズ・バイ・ニッサン World Series by Nissan                   | ヘイキ・コバライネン                  |

* 2002年以降、名称が“ワールドシリーズ”となった。2001年以前の選手権については、“フォーミュラ・ニッサン”と総称される。

## 主なドライバー
- マルク・ジェネ（1998年: チャンピオン, 2003年: 12位）
- フェルナンド・アロンソ（1999年: チャンピオン） - 2005年F1ワールドチャンピオン
- フランク・モンタニー（2001年: チャンピオン, 2002年: 2位, 2003年: チャンピオン）
- トーマス・シェクター（2001年: 2位）
- マテオ・ボッビ（2001年: 11位, 2002年: 6位） - 2003年FIA-GT選手権チャンピオン
- バス・ラインダース（2002年: 3位, 2003年: 3位）
- ジャスティン・ウィルソン（2002年: 4位）
- ナレイン・カーティケヤン（2002年: 9位, 2003年: 4位, 2004年: 6位)
- ヘイキ・コバライネン（2003年: 2位, 2004年: チャンピオン）
- エンリケ・ベルノルディ（2003年: 6位, 2004年: 4位）
- ステファン・サラザン（2003年: 7位）
- ティアゴ・モンテイロ（2004年: 2位）
- 吉本大樹（2004年: rd.18 10位）